# Ernest Ier de Saxe-Cobourg et Gotha
Ernest III de Saxe-Cobourg-Saalfeld, devenu le duc Ernest Ier de Saxe-Cobourg et Gotha, né le 2 janvier 1784 à Cobourg, en Saxe-Cobourg-Saalfeld et mort le 29 janvier 1844 à Gotha, en Saxe-Cobourg et Gotha, est le dernier duc de Saxe-Cobourg-Saalfeld, de 1806 à 1826, et le premier duc de Saxe-Cobourg et Gotha, de 1826 à sa mort.

## La fortune d'une famille
Le duc Ernest est le fils aîné du duc François de Saxe-Cobourg-Saalfeld et de la duchesse née Augusta Reuss d'Ebersdorf. La fortune de ces princes saxons commence en 1796 quand la princesse Julienne de Saxe-Cobourg-Saalfeld, sœur aînée d'Ernest, est choisie pour épouse pour son second petit-fils Constantin Pavlovitch de Russie par la tsarine Catherine II de Russie. L'union sera un fiasco et se terminera par un divorce en 1820 mais le minuscule duché avait trouvé un puissant protecteur à qui il devra sa survie face à  "l'ogre" napoléonien tandis que les frères et sœurs de la grande-duchesse entament des carrières qui seront particulièrement brillantes. Les bonnes manières mais aussi le charme et la beauté de ces princes et princesses joueront aussi un rôle dans leur élévation. Grâce à sa sœur, le benjamin de la fratrie Léopold entame dans l'armée russe une carrière d'officier qui, en passant par l'Angleterre, le propulsera sur le trône de Belgique. Une de leurs sœurs sera la mère de la reine Victoria Ire du Royaume-Uni laquelle épousera le fils cadet d'Ernest. Le couple sera à l'origine d'une nouvelle dynastie britannique qui régnera sur une grande partie du monde mais élaboreront également une nouvelle conception de la fonction royale[C'est-à-dire ?]. Un neveu d'Ernest deviendra roi du Portugal tandis qu'un autre régnera sur la Bulgarie. De nombreuses princesses de cette Maison se marieront dans la plupart des grandes maisons royales européennes : Prusse, Hesse, Allemagne, Russie, Espagne, Norvège, Suède, Grèce, Roumanie.

## Biographie
Après une grave maladie de son père, la majorité est accordée à Ernest le 10 mai 1803. Il participe au gouvernement du duché. À la mort de son père, survenue en 1806, il hérite d’un duché occupé par les troupes napoléoniennes et administré par la France. Lors de la signature du traité de Tilsitt, les 7 et 9 juillet 1807, son duché, tout d’abord dissous, lui est remis grâce à l’intervention du tsar Alexandre Ier de Russie pour des raisons familiales narrées plus haut.
Ernest participe aux batailles d’Auerstaedt (1806), de Lützen (1813) et de Leipzig (1813). Après la victoire des coalisés à Waterloo, il reçoit du congrès de Vienne le 9 juin 1815 un petit territoire, qui en 1819 prend le nom de principauté de Lichtenberg. Cette principauté est vendue à la Prusse en 1834.
En 1814, après le siège de Mayence, Ernest dessine les plans de la forteresse de Mayence.
Lors de la réorganisation des duchés saxons qui a lieu après l’extinction de la lignée des Saxe-Gotha-Altenbourg, en 1826, Ernest reçoit la Saxe-Gotha, mais doit céder la Saxe-Saalfeld au duché de Saxe-Meiningen. Il abandonne alors le titre de duc de Saxe-Cobourg-Saalfeld et devient le premier duc de Saxe-Cobourg et Gotha.
Ernest Ier de Saxe-Cobourg-Gotha appartient à la cinquième branche de la maison de Wettin. Cette maison ducale des Saxe-Cobourg et Gotha appartient à la branche ernestine fondée par Ernest de Saxe. Ernest Ier est donc l’un des ascendants des reines d'Angleterre et de Danemark, Élisabeth II du Royaume-Uni et Margrethe II de Danemark, ainsi que des rois Harald V de Norvège, Charles XVI Gustave de Suède et Felipe VI d'Espagne.

## Mariages et descendance
Fils du duc François de Saxe-Cobourg-Saalfeld (1750-1806) et de sa seconde épouse, la comtesse Augusta Reuss d’Ebersdorf, Ernest Ier épouse à Gotha, le 3 juillet 1817, la princesse Louise de Saxe-Gotha-Altenbourg (1800-1831), fille du duc Auguste de Saxe-Gotha-Altenbourg. Avant de divorcer en 1826, le couple a deux enfants :
- le prince Ernest de Saxe-Cobourg et Gotha (1818-1893), devenu le duc Ernest II, qui épouse en 1842 la princesse Alexandrine de Bade (sans postérité) ;
- le prince Albert de Saxe-Cobourg et Gotha (1819-1861), devenu prince consort du Royaume-Uni, qui épouse en 1840 la reine Victoria du Royaume-Uni (postérité).

Ernest épouse en secondes noces le 23 décembre 1832, à Cobourg, la duchesse Marie de Wurtemberg (1799-1860), sa nièce, fille du duc Alexandre de Wurtemberg, union sans postérité.
Le duc Ernest Ier admet aussi une descendance naturelle issue de ses unions illégitimes. Avec Sophie Fermepin de Marteaux :
- Berta Ernestine von Schauenstein (1817-1896), qui épouse son cousin germain Eduard Edgar Schmidt-Löwe von Löwenfels, fils illégitime de sa tante paternelle, Julienne.

Avec Margaretha Braun, les jumeaux :
- Ernst Albrecht Bruno, Freiherr von Bruneck (né en 1838) ;
- Robert Ferdinand, Freiherr von Bruneck (né en 1838).

## Titulature
- 2 janvier 1784 — 12 novembre 1826 : Son Altesse le prince Ernest de Saxe-Cobourg-Saalfeld, duc en Saxe
- 7 décembre 1806 — 12 novembre 1826 : Son Altesse le duc de Saxe-Cobourg-Saalfeld, duc en Saxe
- 12 novembre 1826 — 24 janvier 1844: Son Altesse le duc de Saxe-Cobourg et Gotha, duc en Saxe